# 卡洛斯-沙加斯
卡洛斯-沙加斯（葡萄牙語：Carlos Chagas）是巴西米纳斯吉拉斯州的一个市镇。总面积3198.853平方公里，总人口21302人，人口密度6.7人/平方公里。